# 下境坪站
下境坪站（：／ Hagyŏngp'yŏng yŏk */?）曾为朝鲜铁路白茂线上的一个车站，位于兩江道白岩郡榆坪劳动者区，废止时间不明。